# 上堅田村
上堅田村（かみかたたむら）は、大分県南海部郡にあった村。現在の佐伯市の一部にあたる。

## 地理
番匠川、堅田川の合流点付近に位置していた。

## 歴史
- 1889年（明治22年）4月1日、町村制の施行により、南海部郡長谷村、池田村が合併して村制施行し、上堅田村が発足[1][2]。旧村名を継承した長谷、池田の2大字を編成[2]。
- 1937年（昭和12年）4月1日、南海部郡佐伯町、鶴岡村と合併し佐伯町が存続して廃止された[1][2]。

## 産業
- 農業